# 新生黨 (臺灣)
新生黨是中華民國第236號的政黨，原名中華慈悲忠義黨，成立於2013年2月23日，以配合政府政令宣導與執行、提供施政建言、促進朝野和諧、發展兩岸良性關係、弘揚傳統國學文化、再造台灣新生競爭力為宗旨。

## 歷史
2013年2月23日，明志科技大學軍訓教官暨中華兩岸跨業聯盟總會理事長黃芸成立中華慈悲忠義黨。
2018年3月31日，中華慈悲忠義黨在國防部三軍軍官俱樂部召開第2屆第1次黨員代表大會，更改政黨名稱為新生黨，選定許水樹擔任黨主席。
2018年8月，新生黨推薦一名候選人參選2018年中華民國鄉鎮市區民代表選舉。
2022年8月，新生黨推薦一名候選人參選2022年中華民國村里長選舉。
2023年10月14日，新生黨在臺北國軍英雄館召開第3屆第1次黨員代表大會，改選各項黨職幹部。